# Miednica kręgozmykowa
Miednica kręgozmykowa – ześlizgnięcie się trzonu ostatniego kręgu lędźwiowego w kierunku wchodu miednicy po skośnej powierzchni pierwszego kręgu krzyżowego. Końcowy odcinek kręgosłupa lędźwiowego obniża się i nachyla nad miednicą mniejszą. Sprzężna prawdziwa jest skrócona w zależności od stopnia pochylenia się kręgosłupa lędźwiowego ku przodowi. Kość krzyżowa jest zepchnięta do dołu. Wychód miednicy jest zwężony, spojenie łonowe uniesione, srom zwrócony bardziej do przodu.

## Ciąża i Poród
W czasie ciąży wytwarza się brzuch o typie obwisłym. Ciężarna macica rośnie w nadmiernym przodozgięciu. Może to powodować nieprawidłowe położenia i ułożenia płodu. Poród jest często utrudniony, czasem niemożliwy do przeprowadzenia drogami naturalnymi.